# Ильяшенко, Александр Николаевич
Александр Николаевич Ильяшенко (1865 — не ранее 1917) — полковник 8-го стрелкового полка, герой русско-японской и Первой мировой войн.

## Биография
Из дворян.
Окончил Владимирский Киевский кадетский корпус (1884) и 1-е военное Павловское училище (1886), откуда выпущен был подпоручиком в 8-й стрелковый полк. Произведен в поручики 26 февраля 1890 года, в штабс-капитаны — 1 апреля 1893 года, в капитаны — 1 мая 1899 года.
Участвовал в русско-японской войне в рядах 8-го стрелкового полка. Удостоен ордена Св. Георгия 4-й степени
За личную неустрашимость и беззаветную храбрость, выказанные им в боях при с. Сяосятоза, когда, командуя гарнизоном из 3 рот, 23 февраля 1905 года, отбил восемь яростных атак японцев, нанеся им страшные потери, а затем, вступив в командование гарнизоном из 9 рот, отбил множество самых яростных атак противника, чем и удержал позицию.
Командовал ротой в течение 8 лет и 11 месяцев. Произведен в подполковники 26 ноября 1908 года за отличие по службе, в полковники — 5 октября 1913 года на вакансию.
В Первую мировую войну вступил в рядах 8-го стрелкового полка. Пожалован Георгиевским оружием
За то, что 28 февраля 1915 года у д. Крживотулы-Нове, временно командуя 8-м стрелковым полком и приданными к нему 2 батареями, с редким искусством организовал наступление и энергично провел его в жизнь. Несмотря на сильный огонь одной тяжелой и 2 легких батарей и убийственный ружейный и пулеметный огонь превосходного в силах противника, занимавшего командующие высоты и расположенного в окопах, усиленных 2 рядами проволочных заграждений, полк под непосредственным руководством полковника Ильяшенко, наступавшего с 1 1/2 ротами полкового резерва в сфере сильного огня и проявившего исключительную храбрость и редкое хладнокровие и спокойствие, атаковал неприятеля, выбил его из окопов, овладел д. Крживотулы-Нове, захватив в плен 14 офицеров, около 1400 нижних чинов и взял 5 пулеметов.
17 июля 1915 года назначен командиром 5-го стрелкового полка, а 18 апреля 1917 года — командующим 35-й пехотной дивизией. Дальнейшая судьба неизвестна.

## Награды
- Орден Святого Георгия 4-й ст. (ВП 25.02.1907)
- Георгиевское оружие (ВП 7.02.1916)
- Орден Святого Владимира 3-й ст. с мечами (ВП 8.09.1916)